# Nationaal Landschap Zuid-Limburg

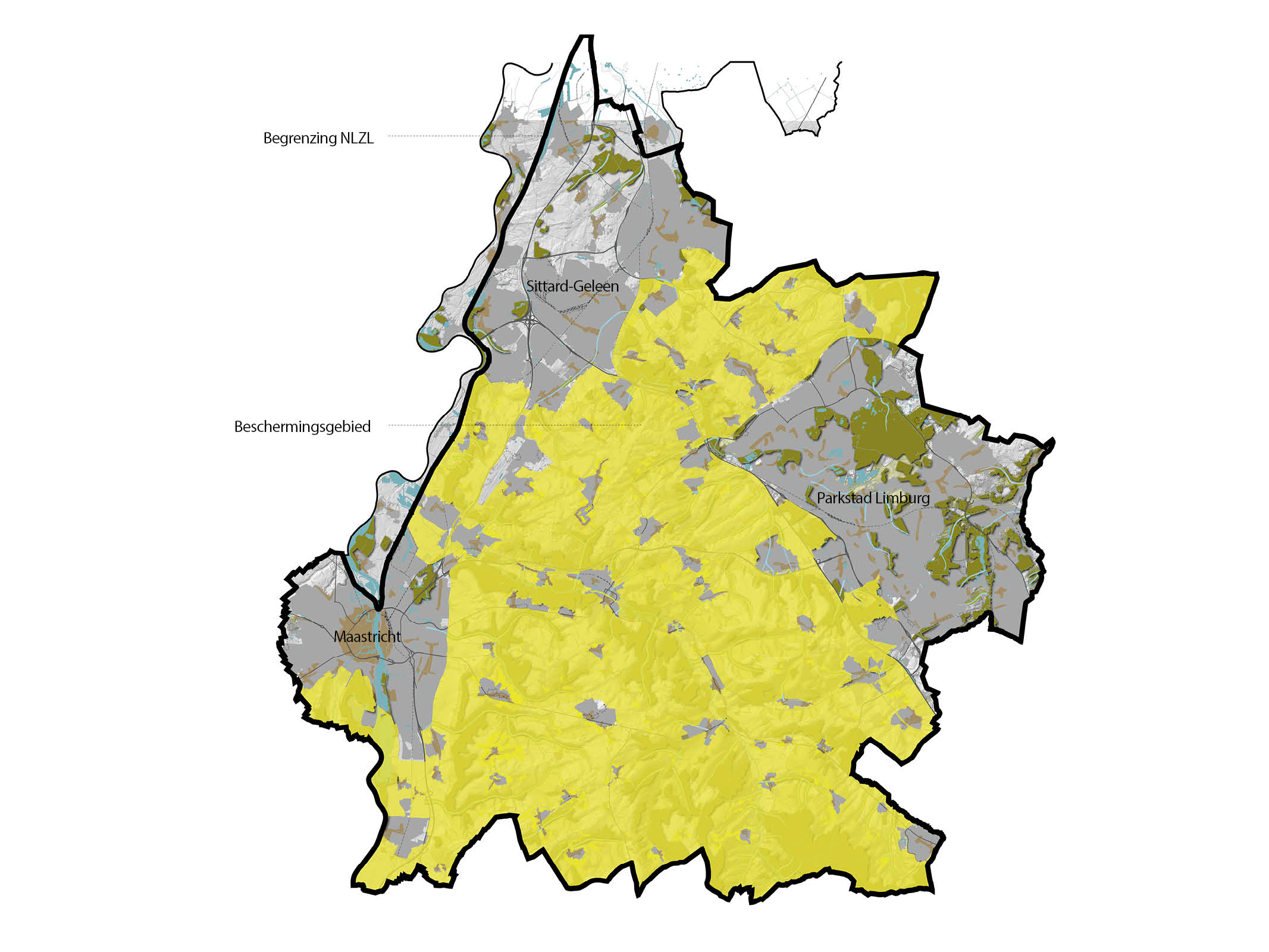
Kaart van het Nationaal Landschap Zuid-Limburg

Het Nationaal Landschap Zuid-Limburg is een van de twintig Nationale Landschappen die in 2005 door het ministerie van VROM zijn ingesteld vanwege hun unieke karakter. Het gebied omvat het zuidelijke deel van Limburg tot aan Roosteren en Susteren en is 44528 ha groot. Niet heel Zuid-Limburg is onderdeel van het Nationale Landschap, het gebied tussen Born, Sittard, Beek en Stein (Plateau van Graetheide), tussen Eijsden, Maastricht en Bunde, en het gebied van Parkstad Limburg liggen niet in het Nationaal Landschap. Het omvat dus vooral het Heuvelland. Sinds 2023 werken Gulpen-Wittem, Eijsden-Margraten en Vaals samen met Voeren en enkele andere Belgische gemeenten in het Landschapspark Grenzeloos bocagelandschap.

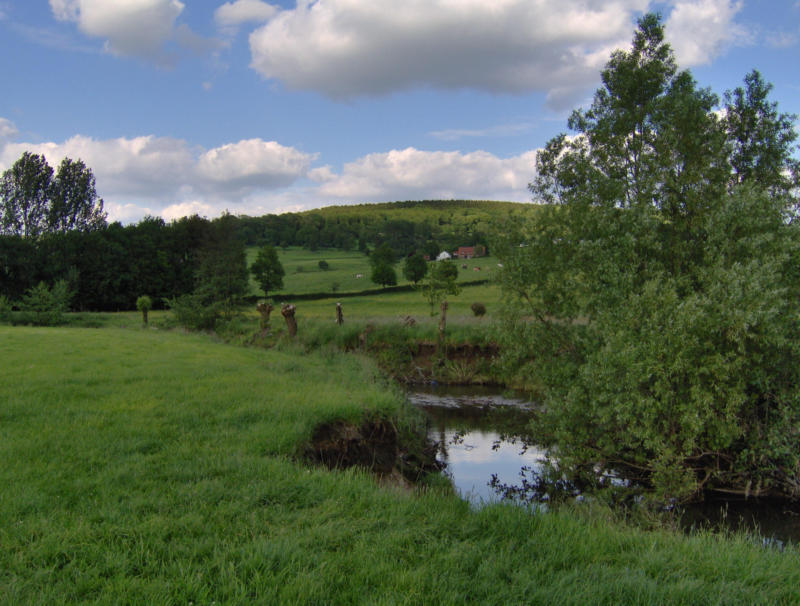
Epen Zuid-Limburg

Het gebied kenmerkt zich door de plateaus en beekdalen die samen een heuvellandschap vormen. Hier bevinden zich de steile hellingen, vruchtbare löss, silex en kalksteen. Er zijn verder  holle wegen, hoogstamboomgaarden, vakwerkboerderijen, kapelletjes en kruisbeelden. In cultureel opzicht zijn kenmerkend voor dit gebied onder meer de processies en schuttersfeesten.
Middag-Humsterland · Noardlike Fryske Wâlden · Zuidwest Fryslân · Drentsche Aa · IJsseldelta · Noordoost-Twente · Veluwe · Graafschap · Winterswijk · Gelderse Poort · Rivierengebied · Arkemheen-Eemland · Nieuwe Hollandse Waterlinie · Stelling van Amsterdam · Laag Holland · Groene Hart · Hoeksche Waard · Zuidwest-Zeeland · Het Groene Woud · Zuid-Limburg